# Malcolm (Alabama)
Malcolm es un lugar designado por el censo ubicado en el condado de Washington en el estado estadounidense de Alabama. En el Censo de 2010 tenía una población de 187 habitantes y una densidad poblacional de 48,74 personas por km².

## Geografía
Malcolm se encuentra ubicado en las coordenadas 31°11′55″N 88°0′4″O / 31.19861, -88.00111. Según la Oficina del Censo de los Estados Unidos, Malcolm tiene una superficie total de 6.17 km², de la cual 6.11 km² corresponden a tierra firme y (1.05%) 0.06 km² es agua.

## Demografía
Según el censo de 2010, había 187 personas residiendo en Malcolm. La densidad de población era de 48,74 hab./km². De los 187 habitantes, Malcolm estaba compuesto por el 40.11% blancos, el 57.22% eran afroamericanos, el 0.53% eran amerindios, el 0.53% eran asiáticos, el 0% eran isleños del Pacífico, el 0% eran de otras razas y el 1.6% pertenecían a dos o más razas. Del total de la población el 0% eran hispanos o latinos de cualquier raza.